# Dunai Lajos
Dunai Lajos, Drestyák, (Budapest, 1942. november 29. – Budapest, 2000. december 18.) olimpiai bajnok labdarúgó.

## Pályafutása
Pályafutását a Csillaghegyi Téglagyárban kezdte, nevelőedzője Bíró Sándor. 1961-ben elkerült a III. kerületi TTVE csapatához. 1964-ben a csapat feljutott az NB I/B-be, leigazolta a Magyar Testgyakorlók Köre (MTK). Visszavonulásáig 233 bajnokin 20 gólt szerzett. Tagja volt az MTK Magyar Népköztársasági Kupa-győztes csapatának. Az 1966-os labdarúgó-világbajnokság előtt két felnőtt válogatott meccsen is játszott, a lengyel és a jugoszláv csapat ellen.
Az 1974-es évben bevezetett új követelmény, a fizikai vizsgálat bevezetésekor visszavonult, majd az Óbuda Termelőszövetkezet gépkocsivezetője lett. Leszázalékolása után garázsmesterként helyezkedett el a Centrosped Nemzetközi Fuvarozási Vállalatnál. Zuglóban élt feleségével 2000. december 18-án bekövetkezett haláláig.

## Statisztika

### Mérkőzései a válogatottban
| Magyarország | Magyarország      | Magyarország                       | Magyarország  | Magyarország | Magyarország | Magyarország         | Magyarország | Magyarország |
| #            | Dátum             | Helyszín                           | Hazai         | Eredmény     | Vendég       | Kiírás               | Gólok        | Esemény      |
| ------------ | ----------------- | ---------------------------------- | ------------- | ------------ | ------------ | -------------------- | ------------ | ------------ |
| 1.           | 1966. május 3.    | Chorzów, Stadion Śląski            | Lengyelország | 1 – 1        | Magyarország | barátságos           | -            |              |
| 1.           | 1966. május 8.    | Zágráb, Maksimir Stadion           | Jugoszlávia   | 2 – 0        | Magyarország | barátságos           | -            |              |
|              | 1968. október 17. | Guadalajara, Estadio Jalisco (MEX) | Magyarország  | 2 – 0        | Izrael       | olimpiai C csoport   | -            |              |
|              | 1968. október 20. | Guadalajara, Estadio Jalisco (MEX) | Magyarország  | 1 – 0        | Guatemala    | olimpiai negyeddöntő | -            |              |
|              | 1968. október 22. | Mexikóváros, Estadio Azteca (MEX)  | Magyarország  | 5 – 0        | Japán        | olimpiai elődöntő    | -            |              |
|              | 1968. október 26. | Mexikóváros, Estadio Azteca (MEX)  | Magyarország  | 4 – 1        | Bulgária     | olimpiai döntő       | -            |              |
|              | Összesen          |                                    |               | 2            | mérkőzés     |                      | 0            | gól          |